# Kanonenbahnbrücke (Eschwege)
Koordinaten: 51° 11′ 35,1″ N, 10° 2′ 51,7″ O

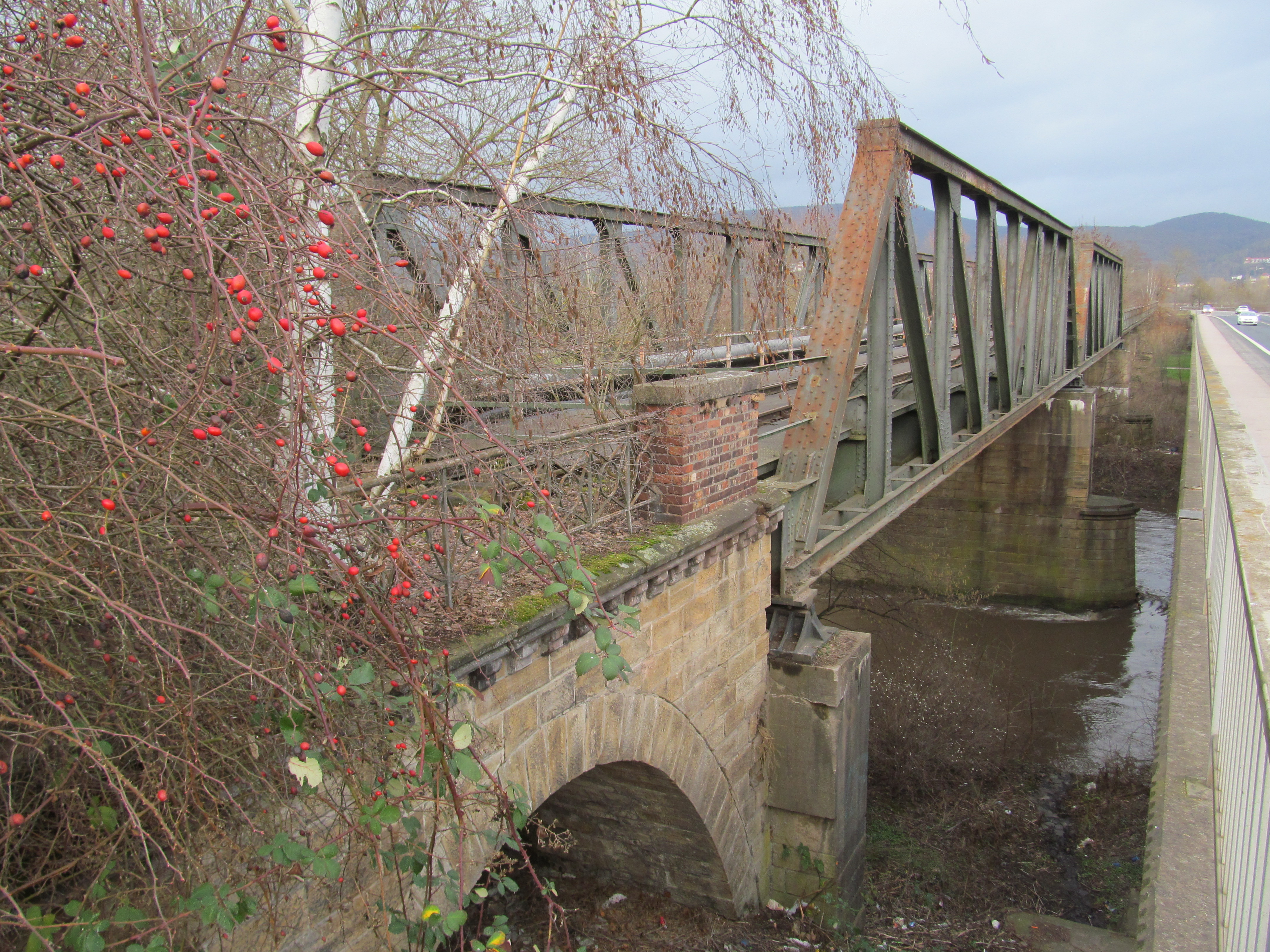
Die Kanonenbahnbrücke in Eschwege (2019)

Die Kanonenbahnbrücke ist eine Eisenbahnbrücke der Bahnstrecke Leinefelde–Treysa im Zuge der Kanonenbahn über die Werra in Eschwege in Nordhessen. Sie befindet sich unmittelbar nördlich der Innenstadt in direkter Nachbarschaft zur Straßenbrücke der Bundesstraße 249.

## Geschichte
Die Brücke wurde von 1876 bis 1880 im Zuge des Streckenabschnitts Silberhausen Trennungsbahnhof – Eschwege errichtet, der am 15. Mai 1880 in Betrieb genommen wurde. Die Gesamtlänge der Brücke beträgt 210 Meter, sie liegt etwa 15 Meter über dem Wasserspiegel der Werra. Bei der eigentlichen Werrabrücke handelt sich um eine Stahl-Fachwerkbrücke ohne oberen Querverband in zwei großen Überbauten mit einer Länge von je 31,50 Meter. Ergänzt wird sie durch eine 113 Meter lange und neun Meter hohe Flutbrücke mit sieben Öffnungen.
Umbauten an der Brücke erfolgten 1913 und 1914 im Zuge des zweigleisigen Ausbaus der Bahnlinie. Dabei wurden die ursprünglichen Fischbauchträger durch die bis heute erhaltenen parallelgurtigen Fachwerkträger ersetzt. Zwischen 1926 und 1945 wurde das zweite Gleis auf der Flutbrücke demontiert. Am Morgen des 3. April 1945 wurde die Werrabrücke von zurückweichenden Einheiten der Wehrmacht gesprengt. 1946 wurde sie wiederhergestellt und ab 12. August 1946 wieder genutzt.
Durch die nahe gelegene Grenze zur Sowjetischen Besatzungszone bzw. zur DDR blieb die Strecke der Kanonenbahn dauerhaft unterbrochen, die verbleibende Eisenbahn-Anbindung von Schwebda, Frieda und Wanfried verlor in den folgenden Jahrzehnten an Bedeutung. Der zuletzt noch bis zum Bahnhof Schwebda aufrechterhaltene Eisenbahnverkehr wurde am 1. Oktober 1994 eingestellt. Ende 2014 erfolgte für das Bauwerk die Freistellung von Bahnbetriebszwecken. Es gibt lokale Bestrebungen, die Brücke in eine Fußgänger- und Radfahrerbrücke umzubauen.